# Pseudoxandra lucida
Pseudoxandra lucida är en kirimojaväxtart som beskrevs av Robert Elias Fries. Pseudoxandra lucida ingår i släktet Pseudoxandra och familjen kirimojaväxter. IUCN kategoriserar arten globalt som sårbar. Inga underarter finns listade i Catalogue of Life.